# شتاينباخ-هالنبرغ
اشتاينباخ هالنبرغ (بالألمانية: Steinbach-Hallenberg) هي بلدة ألمانية تقع في ألمانيا في تورينغن. يقدر عدد سكانها بـ 0 نسمة .